# Били Батгејт
Били Батгејт (енгл. Billy Bathgate), амерички је филм из 1991. у режији Роберта Бентона.
Године 1935. тинејџер по имену Били Батгејт проналази прву љубав. Бетгејт се налази заробљен у свету богатства, опасности и смрти, док постаје штићеник младог гангстера Дача Шулца.

## Радња
Радња филма одвија се 1930-их у САД. Њујоршки гангстер под надимком „Дач Шулц” је шеф утицајне банде. Он проналази и неочекивано приближава себи неупадљивог младића, Билија Батгејта, из Бронкса. Убрзо се Дач обрачунава са својим следбеником Боом Вајнбергом, који је издао свог господара. Били у овој причи показује апсолутну лојалност и уздиже се у хијерархији банди до позиције Дачовог првог партнера.
Након Вајнбергове смрти, Дру Престон је остао усамљен. Дачу се допала лепа жена и он је чини својом љубавницом. У међувремену, Дача гоне обавештајне службе и он је умешан у дуготрајно суђење. Шулц додељује Билију да се брине о Дру. Завршава се тако што се млади људи заљубе једно у друго. Схвативши да Дачу није преостало дуго да живи или да буде слободан, Били одлучује да напусти игру и сакрије се са женом коју воли.

## Улоге
| Глумац          | Улога                         |
| --------------- | ----------------------------- |
| Дастин Хофман   | Артур „Дач Шулц” Флегенхајмер |
| Никол Кидман    | Дру Престон                   |
| Лорен Дин       | Били „Батгејт” Бихан          |
| Брус Вилис      | Бо Вајнберг                   |
| Стивен Хил      | Ото Берман                    |
| Стив Бушеми     | Ирвинг                        |
| Били Џеј        | Мики                          |
| Џон Костело     | Лулу                          |
| Тимоти Џером    | Дикси Дејвис                  |
| Стенли Тучи     | Лаки Лучано                   |
| Мајк Стар       | Џули Мартин                   |
| Роберт Колсбери | Џек Кели                      |
| Стефен Џојс     | мистер Хајнс                  |
| Френсис Конрој  | Мери Бехаг                    |
| Мојра Кели      | Беки                          |
| Кевин Кориган   | Арнолд                        |